# Počúvadlo
Počúvadlo (allemand : Pockhaus) , est un village de Slovaquie situé dans la région de Banská Bystrica.

## Histoire
Première mention écrite du village en 1388.

## Démographie

### Évolution de la population
| Année:               | 1994. | 2004.    | 2014.    | 2024.    |
| -------------------- | ----- | -------- | -------- | -------- |
| Nombre de personnes: | 147   | 123      | 95       | 85       |
| Différence:          |       | -16,32 % | -22,76 % | -10,52 % |

| Année:               | 2023. | 2024.   |
| -------------------- | ----- | ------- |
| Nombre de personnes: | 84    | 85      |
| Différence:          |       | +1,19 % |